# 篠遠喜彦
篠遠 喜彦（しのとお よしひこ、Yosihiko H. Sinoto、1924年9月3日 - 2017年10月4日）は、日本出身のアメリカ合衆国の人類学者。ハワイ州ホノルルのバーニス・P・ビショップ博物館に所属。ハワイ諸島やフランス領ポリネシアをはじめ、太平洋全域に及んだ人類学的探険調査によって知られている。

## 経歴
1924年、東京生まれ、父は遺伝学者篠遠喜人。
1954年、カリフォルニア大学への留学のためにアメリカ合衆国本土へ向かう途中で、ハワイ島におけるビショップ博物館の発掘調査を手伝い、そのまま博物館で研究に従事することとなった。その後、ハワイ大学を卒業した。

## 研究内容・業績
発掘調査で出土した多数の釣り針の分析に取り組み、これによる編年手法を生み出して、ポリネシアにおける文化の伝播や交流関係を明らかにした。1962年には、「ハワイ諸島における釣針の編年及びこれとポリネシアにおける釣針の発達との関係」により、北海道大学から理学博士を授与された。
1964年から1965年にかけて、篠遠はマルキーズ諸島のハネで発掘調査を行い、12,000点以上の鳥の骨を収集したが、そのうち1万点近くは7種類ほどのミズナギドリやウミツバメのものであった。40年にわたって調査をしたフアヒネ島では、マラエと称される祭祀遺跡を含む有史以前の村落マエヴァ (Maeva) の復元と保全に協力した。1977年には、大洋の長距離航海に用いた大型カヌーの残骸を発見した。さらに篠遠は、ソシエテ諸島、マルキーズ諸島、トゥアモトゥ諸島などにも調査に赴いて、集落や遺物、移住パターンやポリネシア文化の結びつきについて研究した。

## ゆかりのある生物
「Sinoto's Lorikeet」(Vini sinotoi) は、かつてマルキーズ諸島にいた、絶滅したヒインコの一種であり、「サー・ヨシヒコ・シノトー (Sir Yosihiko Sinoto)」はハイビスカスの交配種であるが、いずれも篠遠にちなんで名付けられたものである。

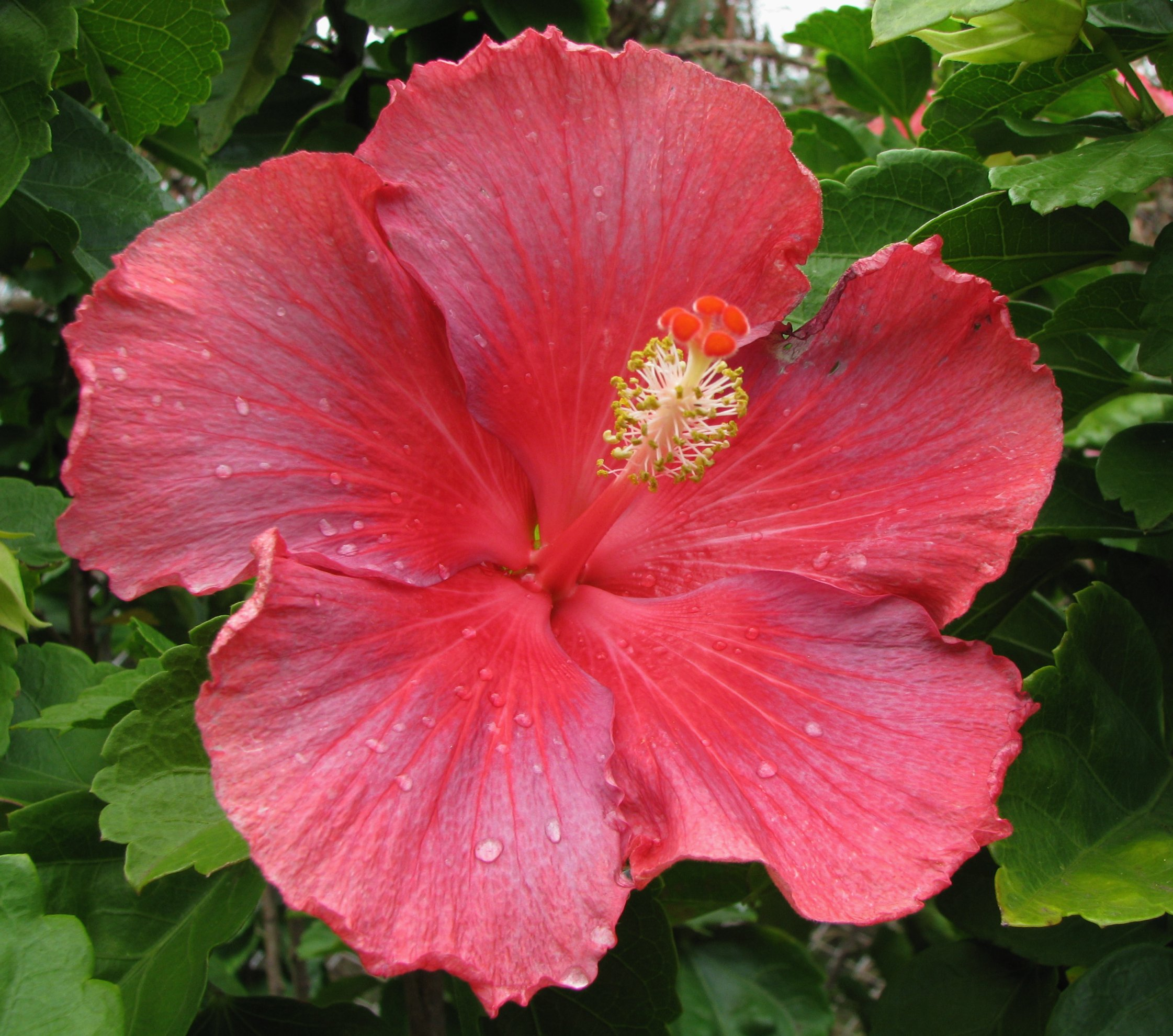
「サー・ヨシヒコ・シノトー (Sir Yosihiko Sinoto)」と名付けられたハイビスカスは、ジル・コリエル (Jill Coryell) が篠遠を讃えて創り出した交配種。この品種は、2007年に発表された。

## 家族・親族
- 父：篠遠喜人は遺伝学者。
- 妻：篠遠和子。篠遠の妻、篠遠和子（英語版）は、日系移民の歴史を専門とする歴史家であった[11]。2013年に死去した。
- 息子：篠遠アキ (AkiShinoto) は、ビショップ博物館に所属する考古学者である。

## 受賞・栄誉
- 1995年：日本の勲五等双光旭日章を受章しており[3][12]、2000年にはタヒチ・ヌイ勲章（英語版）のシュヴァリエ章を授与されている[13]。
- 1996年：ポリネシア古代文化研究の業績によって、吉川英治文化賞を受賞した[14]。
- 2002年：本派本願寺ハワイ別院からハワイ人間州宝（英語版）として表彰された。

## おもな著作
- Emory, Kenneth P.; Sinoto, Yosihiko H. (1969). “Age of the sites in the South Point area, Ka’u, Hawaii”. Pacific anthropological records (Honolulu, HI: Dept. of Anthropology, Bernice Pauahi Bishop Museum) (8). ISSN 0078-740X. LCCN 71-29054. OCLC 659366796.

- （佐藤秀明 写真）『秘境マルケサス諸島』、平凡社、1996年
- （荒俣宏との共著）『楽園考古学』平凡社、1994年（2000年に平凡社ライブラリー版が刊行された）
- （荒俣宏との共著）『南海文明グランドクルーズ：南太平洋は古代史の謎を秘める』平凡社、2003年

## テレビ出演
- 『遠くにありて にっぽん人 珊瑚（さんご）の島に遺跡を求めて～ポリネシア・篠遠喜彦』（NHKデジタル衛星ハイビジョン、2004年12月12日）